# (119068) 2001 KC77
2001 كي سي 77 (ويعرف أيضًا باسم (119068) 2001 كي سي 77 وفق تسمية الكوكب الصغير) (بالإنجليزية: 2001 KC77)‏ هو كويكب ضمن حزام الكويكبات؛ وترتيبه 119068 من حيث الاكتشاف.
اكتُشف هذا الجُرم الفلكي بواسطة مارك ويليام بوي في 23 مايو 2001.

## وصلات خارجية
- (119068) 2001 KC77 في قاعدة بيانات مختبر الدفع النفاث لأجرام النظام الشمسي الصغيرة

- الاكتشاف · مخطط المدار ·  العناصر المدارية · المعلمات المادية

- (119068) 2001 KC77 على موقع ويكي سكاي: DSS2, SDSS, GALEX, IRAS, Hydrogen α, X-Ray, Astrophoto, Sky Map, Articles and images